# Anglická fotbalová reprezentace do 21 let

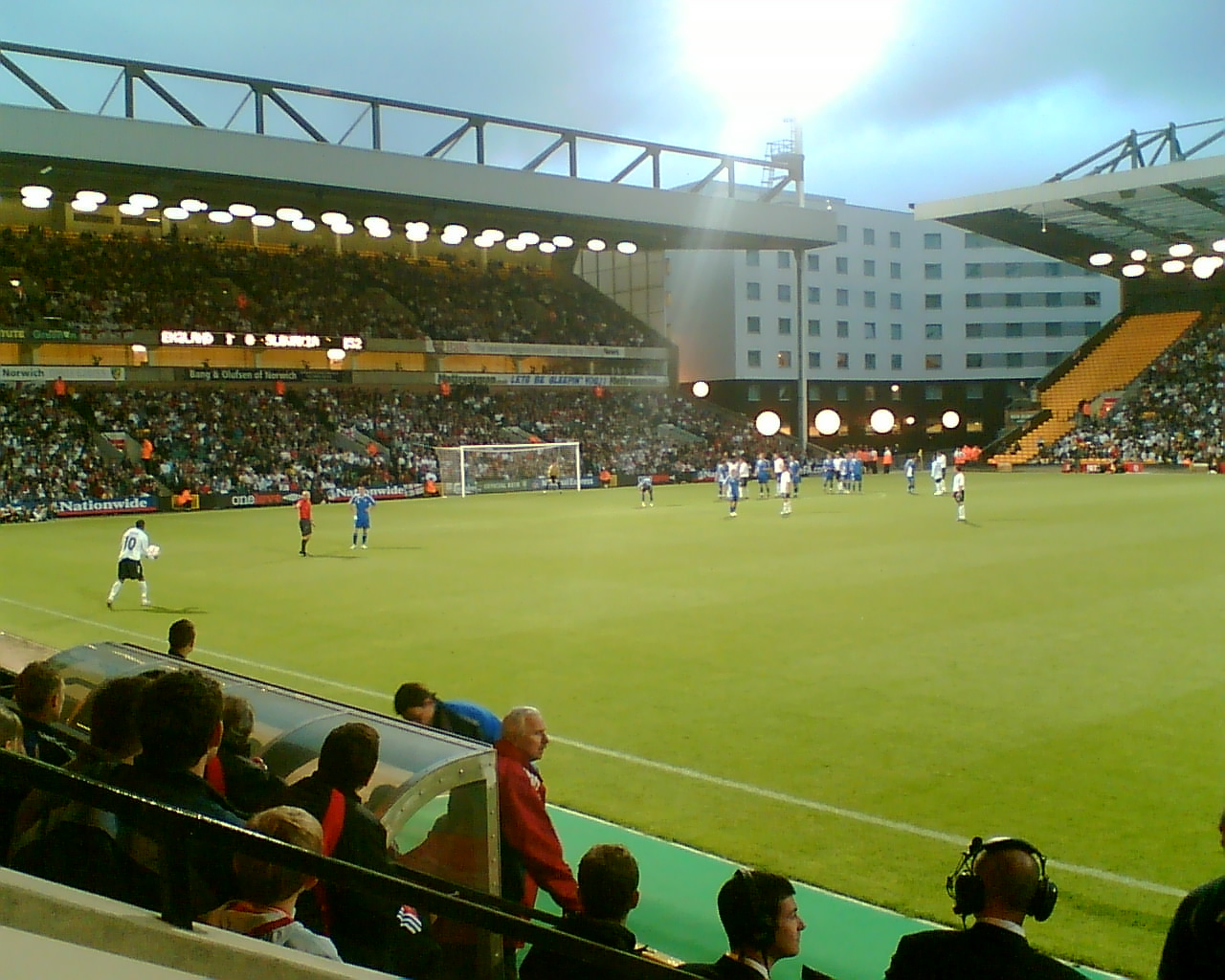
Anglická jedenadvacítka v přátelském zápase 5. června 2007 proti Slovensku

Anglická fotbalová reprezentace do 21 let (anglicky England's national Under-21 football team) je anglická mládežnická fotbalová reprezentace složená z hráčů do 21 let, která spadá pod Anglickou fotbalovou asociaci (The Football Association). Reprezentuje Anglii v kvalifikačních cyklech na Mistrovství Evropy hráčů do 21 let a v případě postupu i na těchto šampionátech. Má přezdívku The Young Lions (mladí lvi).
 
Fotbalisté musí být mladší 21. roku na začátku kvalifikace, to znamená, že na evropském šampionátu poté mohou startovat i poněkud starší.
Anglická jedenadvacítka ve své historii dvakrát triumfovala na Mistrovství Evropy hráčů do 21 let:
- v roce 1982 zdolala ve finále Západní Německo ve dvojutkání celkovým poměrem 5:4 – výhra 3:1 a porážka 2:3[2]
- v roce 1984 zdolala ve finále Španělsko ve dvojutkání celkovým poměrem 3:0 – výhry 1:0 a 2:0[3]

## Trenéři
Přehled trenérů, kteří vedli anglickou reprezentaci do 21 let:
| Období    | Trenér           |
| --------- | ---------------- |
| 1977–1990 | Dave Sexton      |
| 1990–1993 | Lawrie McMenemy  |
| 1994–1996 | Dave Sexton      |
| 1996–1999 | Peter Taylor     |
| 1999      | Peter Reid       |
| 1999–2001 | Howard Wilkinson |
| 2001–2004 | David Platt      |
| 2004–2007 | Peter Taylor     |
| 2007–2013 | Stuart Pearce    |
| 2013–2016 | Gareth Southgate |
| 2016–2021 | Aidy Boothroyd   |
| 2021–     | Lee Carsley      |